# Roman Jäger

Roman Jäger

Roman Jäger (* 24. Oktober 1909 in Weißenkirchen in der Wachau (Niederösterreich); verschollen seit dem 22. September 1944 bei Vydrau, Slowakei) war ein nationalsozialistischer Jurist und seit 1938 Mitglied des nationalsozialistischen Reichstags.

## Leben
Jäger war Sohn einer Weinbauernfamilie. Nach Besuch der Volksschule in Weißenkirchen und der Gymnasien in Seitenstetten und Krems an der Donau begann er an der Universität Wien das Studium der Rechtswissenschaften und promovierte 1934. Sein weiterer beruflicher Werdegang wurde durch seine politischen Aktivitäten beeinträchtigt: Nach wenigen Monaten der Tätigkeit am Bezirksgericht von Spitz an der Donau wurde er „als des Vertrauens unwürdig“ entlassen und war danach im elterlichen Wirtschaftsbetrieb tätig.
Seit 1924 war er in der Nationalsozialistischen Arbeiterjugend, einem Vorläufer der Hitlerjugend, tätig. Ab 1929 trat er als Parteiredner auf. Am 24. Juni 1931 trat er in die NSDAP ein (Mitgliedsnummer 511.390). 1932 war er Funktionär im NSDStB. 1933 wurde ihm seine jugenderzieherische Tätigkeit als Gaujugendturnwart untersagt, und wegen seiner politischen Aktivitäten war er vom August bis Oktober 1933 inhaftiert. Später war er Kreisleiter im Waldviertel und wegen seiner politischen Aktivitäten im Frühling 1936 flüchtig, inhaftiert und im Juli amnestiert. Ein späterer Eintrag im Reichstagshandbuch gibt für 1937 an, Jäger sei in diesem Jahr bereits Gauschulungsleiter und sogar Gauleiter gewesen. Im März 1938 wurde Jäger zum SA-Standartenführer ernannt. Abermals war er 1938 bis zur Amnestie flüchtig. Nach dem Anschluss Österreichs war er für kurze Zeit Gauleiter von Niederdonau, später Landeshauptmann von Niederösterreich und Kreisführer des  Reichsbundes für Leibesübungen. Seit 1938 gehörte Jäger dem Reichstag an. Von Mai 1938 an war er Gauschulungsleiter der NSDAP im Gau Niederdonau.
1938 bezeichnete Jäger sich in seiner Vita für das Reichstagshandbuch als römisch-katholisch. Bei seiner Eheschließung im Dezember 1940 mit Helene Naber-Binder, der vormaligen Führerin des BDM-Obergaues Niederdonau, wurde er jedoch vom Standesamt als „gottgläubig“ eingetragen.
Im Zweiten Weltkrieg nahm Jäger 1939/40 in der deutschen Wehrmacht u. a. am Frankreichfeldzug teil. Von 1940 bis 1944 war er als hauptamtlicher politischer Leiter unabkömmlich gestellt. 1944 wurde er als Leutnant an der Ostfront eingesetzt. Zuletzt war Jäger beim Grenadier-Regiment 946 der 357. Infanterie-Division. Mit größter Wahrscheinlichkeit kam er bei den Kämpfen gegen die Rote Armee um den Duklapass im Osten der Slowakei (Ostkarpatische Operation) im September 1944 um. Das Landesgericht Wien erklärte ihn 1955 für tot und stellte den 22. September 1944 als Zeitpunkt des Todes fest.